# بیل هاروی (بازیکن فوتبال، زاده ۱۹۲۰)
بیل هاروی (انگلیسی: Bill Harvey؛ 1920 – 3 february ۲۰۰۲ (۸۱−۸۲ سال)) بازیکن فوتبال اهل بریتانیا بود.
از باشگاه‌هایی که در آن بازی کرده‌است می‌توان به باشگاه فوتبال گریمزبی تاون اشاره کرد.